# Ptychopariida
Ptychopariida (von altgriechisch ptycho „gefaltet“ und pareia „Wange“) ist eine ausgestorbene Ordnung der Trilobiten, welche aus einer großen Anzahl heterogener und oft primitiver Spezies aufgebaut ist. Die ersten Spezies traten im unteren Kambrium auf, während die letzten Spezies das ordovizische Massenaussterben nicht überlebt haben. In dieser Zeitspanne treten sie weltweit als wichtige Leitfossilien auf.

## Beschreibung und Morphologie
Die bis zu 10 cm großen Trilobiten der Ordnung Ptychopariida weisen eine sehr heterogene Morphologie auf. Generell ähnelt sich aber ein eher primitiver Aufbau mit besonderen Merkmalen am Cephalon und Thorax.

### Cephalon (Kopfschild)
Die meisten Spezies weißen opisthopare (an der Hinterkante des Kopfschildes endende) Gesichtsnähte auf. Seltener kommen auch propare oder gonapare Gesichtsnähte vor. Bei blinden Spezies fehlen die Gesichtsnähte. Die einfach gebaute Glabella ist nach vorne verengt und hat meist eine breite, gerundete Front. Häufig treten auch drei Paar von schmalen Glabellafurchen auf. Das Hypostom ist natant („schwimmend“) positioniert und hat dadurch keine Verbindung zur Rostralplatte. Bei einzelnen Gattungen der Unterordnung Olenina ist das Präglabellafeld geadert.

### Thorax
Die Ordnung hat typischerweise einen großen Thorax mit mehr als 8 Thoraxsegmenten. Bei der Unterordnung Ptychopariina werden selten 16 Thoraxsegmente überschritten, während die Unterordnung Olenina bis zu 24 Thoraxsegmente ausbilden kann.

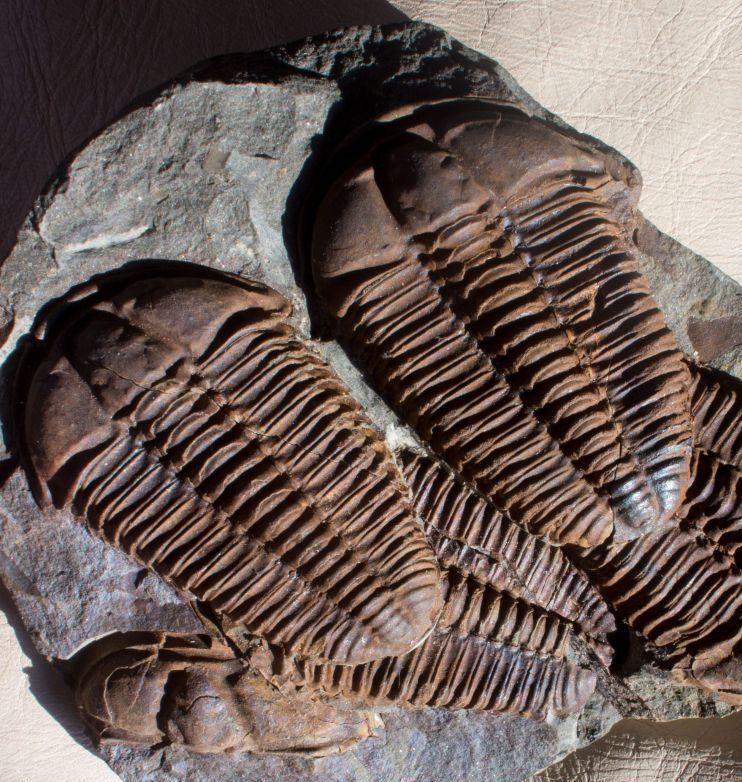
Blinde Gattung Concoryphe sulzeri

### Pygidium
Das Pygidium ist im Vergleich zum Thorax meist sehr klein, kann aber je nach Spezies stark variieren. Oft ist es stark gefurcht. Spezies der Unterordnung Olenina weißen teilweise einen Schwanzstachel auf.

## Systematik
Die Ptychopariida ist eine von neun anerkannten Ordnungen der Trilobiten. Neben Asaphida, Harpetida, Proetida und Phacopida zählt Ptychopariida aufgrund des natanten Hypostoms zu den librostomen Ordnungen der Trilobiten.
Es wird vermutet, dass Ptychopariida polyphyletisch ist. Während sich Gattungen der Überfamilie Ellipsocephaloidea aus der frühen Redlichiida Familie Fallotaspididae entwickelt haben, wird vermutet, dass die Proasaphiscidae eine gemeinsame Abstammung mit den Anomocaridae aus der Ordnung der Asaphida haben.

## Untertaxa

### Unterordnung Ptychopariina
Überfamilie Ellipsocephaloidea:
- Familie Ellipsocephalidae
- Familie Protolenidae
- Familie Agraulidae

Überfamilie Ptychoparioidea:
- Familie Ptychopariidae
- Familie Marjumiidae
- Familie Solenopleuridae
- Familie Conocoryphidae

- Familie Onchonotopsidae

- Familie Nepeiidae
- Familie Crepicephalidae
- Familie Lonchocephalidae
- Familie Kingstoniidae
- Familie Shumardiidae
- Familie Asaphiscidae
- Familie Coosellidae
- Familie Elvinndae
- Familie Cedariidae
- Familie Norwoodiidae
- Familie Menomoniidae
- Familie Bolaspididae
- Familie Papyriaspidae
- Familie Emmrichellidae
- Familie Diceratocephalidae
- Familie Tengfengiidae
- Familie Lisaniidae
- Familie Inouyiidae
- Familie Wuaniidae
- Familie Lorenzellidae
- Familie Proasphiscidae
- Familie Ignotogregatidae
- Familie Holanshaniidae
- Familie Mapaniidae
- Familie Acrocephalitidae

### Unterordnung Olenina
- Familie Olenidae

## Forschungsgeschichte
Die Typusgattung Ptychoparia wurde bereits 1847 durch Ignaz Hawle und August Carl Joseph Corda beschrieben. Zur Beschreibung als Ordnung der Ptychopariida kam es erstmals 1915 durch Henry Hurd Swinnerton. Aufgrund der losen Einordnung anhand von primitiven Merkmalen wurden über die Zeit einige Familien und Unterordnungen aus der Ordnung entfernt. So wurde die Gruppe Harpina lange als Unterordnung der Ptychopariida angesehen, bevor sie als eigene Ordnung Harpetida anerkannt wurde. Schon davor wurden Asaphida und Proetida aufgrund ihrer einheitlichen Merkmale als eigenständige Ordnung mit ähnlicher Abstammung anerkannt. Momentan wird aufgrund von neu beobachteten Merkmalen eine Abspaltung der Olenina als Ordnung Olenida diskutiert.